# Макбет (фильм, 1916)
Макбет (англ. Macbeth) — немой американский фильм 1916 года, снятый в жанре драмы режиссёром Джоном Эмерсоном и спродюсированный Дэвидом Гриффитом.

## Сюжет
Фильм является адаптацией одноимённой пьесы Уильяма Шекспира.

## В ролях
- Герберт Бирбом Три — Макбет
- Констанс Колльер — леди Макбет
- Уилфред Лукас — Макдафф
- Споттисвуд Эйткен — Дункан
- Ральф Льюис — Банко
- Мэри Олден — леди Макдафф
- Ольга Грей — леди Аньес
- Гибсон Гоуленд — эпизодическая роль